# Iuhina de Borneo
La iuhina de Borneo (Staphida everetti) és una espècie d'ocell de la família dels zosteròpids (Zosteropidae) que habita boscos poc densos de les muntanyes del nord de Borneo. Segons la classificació del Handbook of the Birds of the World està inclòs al gènere Yuhina.